# Петрівка (Щигровський район)
Петрівка (рос. Петровка) — присілок в Щигровському районі Курської області Російської Федерації.
Населення становить 6 осіб. Входить до складу муніципального утворення Охочевська сільрада.

## Історія
Населений пункт розташований на території українського етнічного та культурного краю Східна Слобожанщина.
Від 2004 року входить до складу муніципального утворення Охочевська сільрада.

## Населення
| 2002 | 2010 |
| ---- | ---- |
| 6    | →6   |